# Silvia Pinal
Silvia Pinal Hidalgo (Guaymas, 12 settembre 1931 – Città del Messico, 28 novembre 2024) è stata un'attrice e produttrice televisiva messicana.
Assieme a María Félix e Dolores del Río forma il trio delle attrici messicane più famose nella storia del cinema. È conosciuta a livello internazionale soprattutto per aver ricoperto il ruolo della protagonista in due celebri pellicole del regista spagnolo Luis Buñuel, Viridiana (1961), L'angelo sterminatore (1962). Per Buñuel recitò anche in Intolleranza: Simon del deserto (1964).

## Biografia

### L'infanzia e l'adolescenza
Silvia Pinal nacque a Guaymas, nello stato messicano di Sonora, ultima delle quattro figlie di María Luisa Hidalgo, probabilmente una discendente di Miguel Hidalgo y Costilla, iniziatore del movimento d'indipendenza messicano. Fu dal padre adottivo Luis G. Pinal, giornalista, militare e politico, che ricevette il cognome. Le sue varie professioni costrinsero la famiglia a frequenti spostamenti che portarono la piccola Silvia in varie città del paese quali Querétaro, Monterrey e Cuernavaca, fino allo stabilimento nella capitale, Città del Messico.
A Città del Messico la Pinal lavorò come segretaria in una casa farmaceutica, nel reparto pubblicitario. Poté così entrare in contatto con personalità della radio, che le diedero la possibilità di partecipare alla registrazione di alcune commedie radiofoniche della XEQ, come Sogno di una notte di mezza estate. Successivamente seguì lezioni di recitazione alla scuola di Belle Arti e studiò canto in un'accademia.

### Carriera
Dopo aver calcato per un periodo le scene teatrali, debuttò al cinema in un ruolo secondario nel film Bamba (1948) di Miguel Contreras Torres, e subito dopo recitò nella pellicola El pecado de Laura. I primi passi verso la popolarità arrivarono grazie a due commedie della fine degli anni quaranta, Puerta joven e, soprattutto, El rey del Barrio (Il re del quartiere), film che la vide al fianco di German Valdés, famoso attore comico che ritroverà sul set di La marca del zorrillo (1950) e Me traes de un ala (1952). La Pinal ebbe inoltre piccole parti in altre pellicole dei primi anni cinquanta.

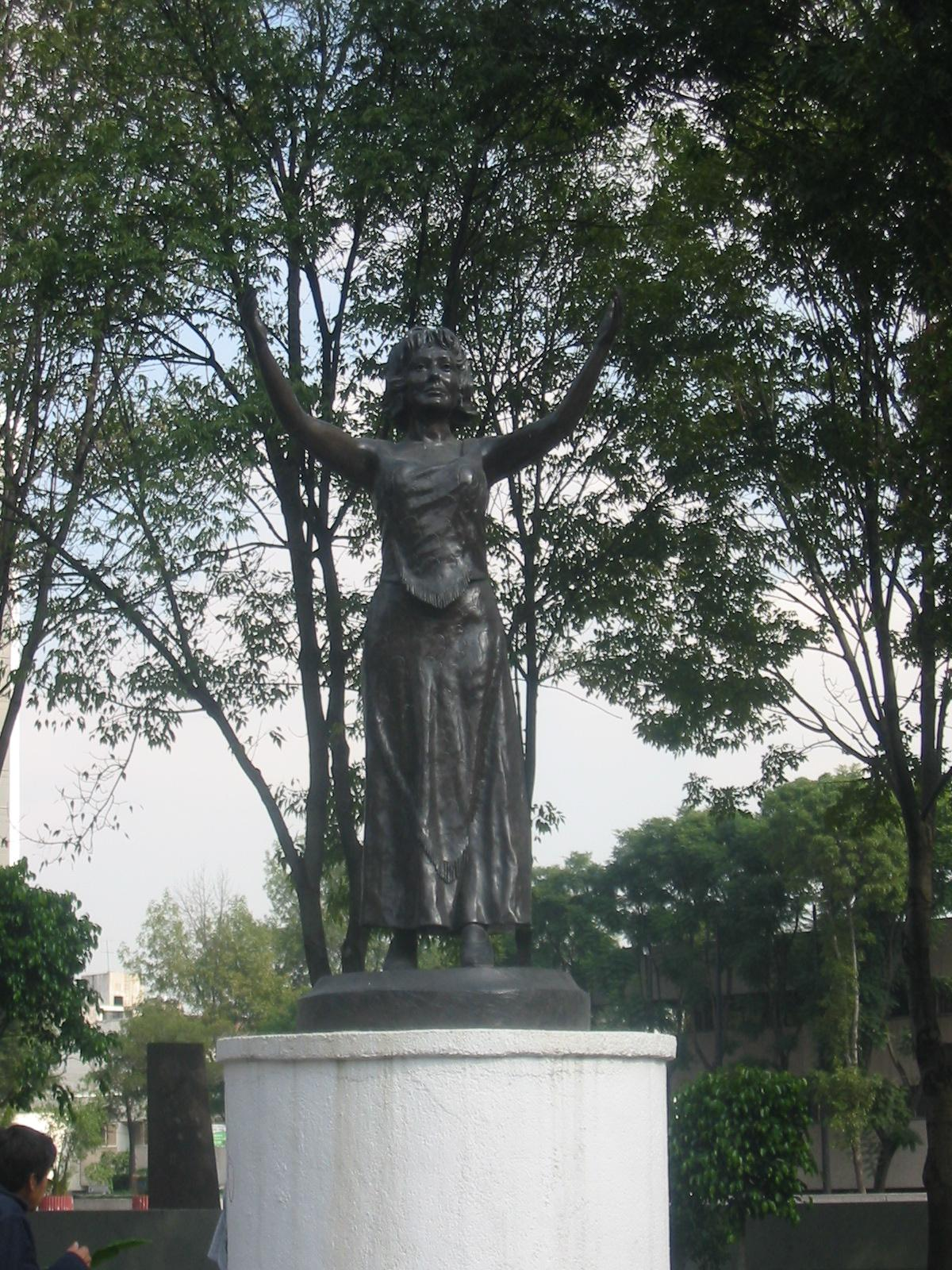
Monumento eretto in onore di Silvia Pinal a Città del Messico

Nel 1952 lavorò per la prima volta assieme a Pedro Infante: l'interpretazione fornita in Un rincón cerca del cielo le valse il primo riconoscimento importante, il Premio Ariel come attrice non protagonista. Dopo essersi distinta in commedie musicali e in ruoli comici, la Pinal ottenne la consacrazione artistica con il film di Tulio Demicheli Un extraño en la escalera (1954), dove, recitando accanto ad Arturo de Córdova, mise in mostra la grazia e la sensualità di una stella nascente. Da questo momento in poi la sua notorietà si accrebbe: l'attrice messicana prese parte ad alcune delle pellicole più significative della sua carriera quali Historia de un abrigo de mink, La sospechosa, Locura Pasional e altre. Con Locura Pasional vinse per la prima volta il Premio Ariel come migliore attrice protagonista.
Dopo i successi messicani prese parte a una serie di film in Spagna e in Italia, diretta, nei primi, da Tulio Demicheli. In Italia lavorò con Vittorio De Sica nella commedia di Giorgio Bianchi Uomini e nobiluomini. Silvia Pinal deve tuttavia la propria popolarità soprattutto alla collaborazione con Luis Buñuel negli ultimi anni messicani del cineasta spagnolo. L'attrice fu protagonista di tre pellicole anticonfessionali. Dal 1961 al 1964 vestì i panni della giovane novizia Viridiana nel film omonimo, vincitore della Palma d'Oro al Festival di Cannes (ex aequo con L'inverno ti farà tornare), e recitò ne L'angelo sterminatore e in Intolleranza: Simon del deserto. Tutti e tre i lungometraggi furono coprodotti da Gustavo Alatriste, divenuto il suo secondo marito nel 1961. Le suddette interpretazioni fecero della Pinal una delle due sole attrici ad aver preso parte a tre film di Buñuel (l'altra era stata Lilia Prado).
Anche dopo la fase più importante della sua carriera, la Pinal ottenne successi, lavorando anche al fianco di note star hollywoodiane quali Anthony Quinn (I cannoni di San Sebastian, 1968) e Burt Reynolds (Quattro bastardi per un posto all'inferno, 1970).
Gli anni settanta la videro alternarsi tra il grande e il piccolo schermo: per la televisione si segnalò quale personaggio della telenovela Divinas palabras. Nel decennio successivo si divise tra la Spagna, l'Argentina e il Messico, rarefacendo progressivamente le proprie apparizioni, fino quasi a ritirarsi dalle scene. Gli ultimi film, Modelo antiguo (1992) e Ya no los hacen como antes (2003), furono un flop. Dopo dieci anni, la Pinal tornò a recitare nel film Tercera Llamada, diretto da Francisco Franco.

### Morte
Silvia Pinal è morta nel 2024 per un'infezione urinaria.

## Vita privata
A soli diciassette anni, Silvia Pinal sposò l'attore e regista teatrale Rafael Banquetts, conosciuto al suo ingresso nel mondo dello spettacolo. Dall'unione nacque una bambina, Silvia. Nel 1952 la coppia divorziò, e l'attrice intrattenne una relazione con l'imprenditore Emilio Azcárraga Milmo, interrottasi a causa dell'opposizione del padre di lui, che non accettava un matrimonio del figlio con una donna divorziata.
Silvia Pinal si sposò una seconda volta nel 1961 con il produttore cinematografico Gustavo Alatriste. La loro figlia Viridiana (evidente omaggio al personaggio interpretato nel film di Buñuel) morirà nel 1982 in un incidente automobilistico. Anche il secondo matrimonio si concluse con un divorzio. In seguito, la Pinal convolò a terze nozze assieme al cantante e attore Enrique Guzmán. Ebbero due figli: la cantante rock Alejandra e il musicista Luis Enrique. Dopo il terzo divorzio, la star messicana sposò il governatore dello stato di Tlaxcala Tulio Hernández Gomez, da cui si separò alla fine degli anni ottanta.

## Filmografia

### Attrice

#### Cinema
- El pecado de Laura, regia di Julián Soler (1949)
- Bamba, regia di Miguel Contreras Torres (1949)
- Escuela para casadas, regia di Miguel Zacarías (1949)
- La mujer que yo perdí, regia di Roberto Rodríguez (1949)
- El rey del barrio, regia di Gilberto Martínez Solares (1950)
- El portero, regia di Miguel M. Delgado (1950)
- La marca del zorrillo, regia di Gilberto Martínez Solares (1950)
- Azahares para tu boda, regia di Julián Soler (1950)
- El amor no es ciego, regia di Alfonso Patiño Gómez (1950)
- Una gallega baila mambo, regia di Emilio Gómez Muriel (1951)
- Recién casados... no molestar, regia di Fernando Cortés (1951)
- La estatua de carne, regia di Chano Urueta (1951)
- Mujer de medianoche, regia di Víctor Urruchúa (1952)
- Por ellas aunque mal paguen, regia di Juan Bustillo Oro (1952)
- Un rincón cerca del cielo, regia di Rogelio A. González (1952)
- Cuando los hijos pecan, regia di Joselito Rodríguez (1952)
- Me traes de un'ala, regia di Gilberto Martínez Solares (1953)
- Sí, mi vida, regia di Fernando Méndez (1953)
- Doña Mariquita de mi corazón, regia di Joaquín Pardavé (1953)
- Mis tres viudas alegres, regia di Fernando Cortés (1953)
- Yo soy muy macho, regia di José Díaz Morales (1953)
- Las cariñosas, regia di Fernando Cortés (1953)
- Reventa de esclavas, regia di José Díaz Morales (1954)
- Hijas casaderas, regia di Gilberto Martínez Solares (1954)
- El casto Susano, regia di Joaquín Pardavé (1954)
- Si volvieras a mi, regia di Alfredo B. Crevenna (1954)
- El vendedor de muñecas, regia di Chano Urueta (1955)
- Un extraño en la escalera, regia di Tulio Demicheli (1955)
- Pecado mortal, regia di Miguel M. Delgado (1955)
- Historia de un abrigo de mink, regia di Emilio Gómez Muriel (1955)
- La sospechosa, regia di Alberto Gout (1955)
- Amor en cuatro tiempos, regia di Luis Spota (1955)
- La vida tiene tres días, regia di Emilio Gómez Muriel (1955)
- Locura pasional, regia di Tulio Demicheli (1956)
- Uragano sul Capo Horn (Cabo de Hornos), regia di Tito Davison (1956)
- El inocente, regia di Rogelio A. González (1956)
- La adúltera, regia di Tulio Demicheli (1956)
- Teatro del crimen, regia di Fernando Cortés (1957)
- La dulce enemiga, regia di Tito Davison (1957)
- Dios no lo quiera, regia di Tulio Demicheli (1957)
- Mi desconocida esposa, regia di Alberto Gout (1958)
- Desnúdate, Lucrecia, regia di Tulio Demicheli (1958)
- ¡Viva el amor!, regia di Mauricio de la Serna (1958)
- Préstame tu cuerpo, regia di Tulio Demicheli (1958)
- Una cita de amor, regia di Emilio Fernández (1958)
- Una golfa, regia di Tulio Demicheli (1958)
- El hombre que me gusta, regia di Tulio Demicheli (1958)
- Las locuras de Bárbara, regia di Tulio Demicheli (1959)
- Uomini e nobiluomini, regia di Giorgio Bianchi (1959)
- Charlestón, regia di Tulio Demicheli (1959)
- Margherita e la strana famiglia (Maribel y la extraña familia), regia di José María Forqué (1960)
- Adiós, Mimí Pompón, regia di Luis Marquina (1961)
- Viridiana, regia di Luis Buñuel (1961)
- L'angelo sterminatore (El ángel exterminador), regia di Luis Buñuel (1962)
- ¡Buenas noches, año nuevo!, regia di Julián Soler (1964)
- Simon del deserto (Simón del desierto), regia di Luis Buñuel - cortometraggio (1965)
- Los cuervos están de luto, regia di Francisco del Villar (1965)
- La soldadera, regia di José Bolaños (1966)
- Estrategia matrimonio, regia di Alberto Gout (1966)
- Juego peligroso, regia di Luis Alcoriza ed Arturo Ripstein (1967)
- I cannoni di San Sebastian (La bataille de San Sebastian), regia di Henri Verneuil (1968)
- María Isabel, regia di Federico Curiel (1968)
- 24 horas de placer, regia di René Cardona Jr. (1969)
- Quattro bastardi per un posto all'inferno (Shark!), regia di Samuel Fuller e Rafael Portillo (non accreditato) (1969)
- El despertar del lobo, regia di René Cardona Jr. (1970)
- El amor de María Isabel, regia di Federico Curiel (1970)
- El cuerpazo del delito, regia di Rafael Baledón, René Cardona Jr. e Sergio Véjar (1970)
- La hermana Trinquete, regia di René Cardona Jr. (1970)
- La mujer de oro, regia di René Cardona Jr. (1970)
- Los novios, regia di Gilberto Gazcón (1971)
- Caín, Abel y el otro, regia di René Cardona Jr. (1971)
- Bang bang al hoyo, regia di René Cardona Jr. (1971) Non accreditata
- Secreto de confesión, regia di Julián Soler (1971)
- La guera Xóchitl, regia di Rogelio A. González - cortometraggio (1971)
- ¡Cómo hay gente sinvergüenza!, regia di René Cardona Jr. (1972)
- Los cacos, regia di José Estrada (1972)
- Las mariposas disecadas, regia di Sergio Véjar (1978)
- Divinas palabras, regia di Juan Ibáñez (1978)
- El canto de la cigarra, regia di José María Forqué (1980)
- El niño de su mamá, regia di Luis María Delgado (1980)
- Dos y dos, cinco, regia di Lluís Josep Comerón (1981)
- Carlotta (Carlota: Amor es... veneno), regia di Stefano Rolla (1981)
- Pubis Angelical, regia di Raúl de la Torre (1982)
- Modelo antiguo, regia di Raúl Araiza (1992)
- Puppy-Go-Round, regia di Leighton Pierce - cortometraggio (1996)
- Ya no los hacen como antes, regia di Juan Fernando Pérez Gavilán (2003)
- Tercera Llamada, regia di Francisco Franco Alba (2013)

#### Televisione
- Los caudillos – serie TV, 39 episodi (1968)
- Silvia y Enrique – serie TV (1973)
- ¿Quien? – serie TV, 3 episodi (1973)
- La revista increible de Silvia Pinal – serie TV (1979)
- ¿Y ahora qué? – serie TV (1980)
- ¡¡Cachún cachún ra ra!! – serie TV (1981)
- Mañana es primavera – serie TV, 3 episodi (1982)
- Eclipse – serie TV, 30 episodi (1984)
- ¿Qué nos pasa? – serie TV, 1 episodio (1985)
- Mujer, casos de la vida real – serie TV, 672 episodi (1988-2006)
- Lazos de amor – serie TV, 1 episodio (1995)
- Libera di amare (El privilegio de amar) – serie TV, 2 episodi (1999)
- Derbez en cuando – serie TV, 1 episodio (1999)
- Carita de ángel – serie TV, 53 episodi (2000-2001)
- Aventuras en el tiempo – serie TV, 1 episodio (2001)
- La hora pico – serie TV, 1 episodio (2002)
- Fuego en la sangre – serie TV, 4 episodi (2008)
- Addicto de Salsa, regia di Robert Rodriguez – film TV (2009)
- Mujeres asesinas – serie TV, 1 episodio (2009)
- Soy tu dueña – serie TV, 143 episodi (2010)
- Una familia con suerte – serie TV, 2 episodi (2011)
- Mi marido tiene familia – serie TV, 251 episodi (2017-2019)
- Juntos el corazón nunca se equivoca – serie TV, 1 episodio (2019)
- Una familia de diez – serie TV, 2 episodi (2007-2019)

### Produttrice
- Mañana es primavera – serie TV, 3 episodi (1982)
- Cuando los hijos se van – serie TV, 3 episodi (1983)
- Eclipse – serie TV, 30 episodi (1984)
- Tiempo de amar – serie TV, 25 episodi (1987)
- Videoteatros: Véngan corriendo que les tengo un muerto – serie TV, 1 episodio (1993)
- Mujer, casos de la vida real – serie TV, 1.019 episodi (1985-2007)

### Doppiatrice
- El agente 00-P2, regia di Andrés Couturier (2009)

## Doppiatrici italiane
- Maria Pia Di Meo in Uomini e nobiluomini, Viridiana
- Flaminia Jandolo in L'angelo sterminatore
- Flora Carosello in Intolleranza: Simon del deserto

## Riconoscimenti
- 1953 – Premio Ariel
  - Miglior attrice non protagonista per Un rincón cerca del cielo

- 1956 – Premio Ariel
  - Nomination Miglior attrice per Un extraño en la escalera

- 1957 – Premio Ariel
  - Miglior attrice per Locura pasional

- 1958 – Premio Ariel
  - Miglior attrice per La dulce enemiga

- 1979 – Premio ACE
  - Miglior attrice per Las mariposas disecadas

- 1998 – Mexican Cinema Journalists
  - Special Silver Goddess

- 2008 – Premio Ariel
  - Premio Ariel de Oro